# Canthidium multipunctatum
Canthidium multipunctatum är en skalbaggsart som beskrevs av Vladimir Balthasar 1939. Canthidium multipunctatum ingår i släktet Canthidium och familjen bladhorningar. Inga underarter finns listade.